# Gislaved (gemeente)
Gislaved is een Zweedse gemeente in Småland. De gemeente behoort tot de provincie Jönköpings län. Ze heeft een totale oppervlakte van 1226,2 km² en telde 29.750 inwoners in 2004.

## Plaatsen
Plaatsen in de gemeente:
| #  | Plaats         | Inwoners |
| -- | -------------- | -------- |
| 1  | Gislaved       | 10 091   |
| 2  | Anderstorp     | 4 987    |
| 3  | Smålandsstenar | 4 553    |
| 4  | Hestra         | 1 326    |
| 5  | Reftele        | 1 304    |
| 6  | Burseryd       | 859      |
| 7  | Skeppshult     | 389      |
| 8  | Broaryd        | 277      |
| 9  | Ås             | 146      |
| 10 | Tallberga      | 63       |
| 11 | Lövås          | 53       |